# Melipeuco
Melipeuco é uma comuna do Chile, da Província de Cautín na IX Região de Araucanía.